# Eric Flaim
Eric Flaim, né le 9 mars 1967 à Pembroke dans le Massachusetts, est un patineur de vitesse américain notamment deux fois médaillé d'argent olympique, en 1988 en patinage de vitesse et 1994 en patinage de vitesse sur piste courte.

## Biographie
Eric Flaim commence en patinage de vitesse sur piste courte, mais change pour la piste longue au début de sa carrière internationale. En 1988, il prend la médaille de bronze des championnats du monde de sprint. Aux Jeux olympiques d'hiver de 1988, il prend l'argent sur 1 500 mètres en battant le record du monde, derrière l'Est-Allemand André Hoffmann. Il remporte la même année les championnats du monde toutes épreuves. Après une blessure au genou en 1990 et une 6e place sur 5 000 mètres aux Jeux olympiques d'hiver de 1992, Flaim retourne au patinage de vitesse sur piste courte devenu discipline olympique. Il gagne une médaille d'argent en relais lors des Jeux olympiques d'hiver de 1994.